# Richard Gale (General)

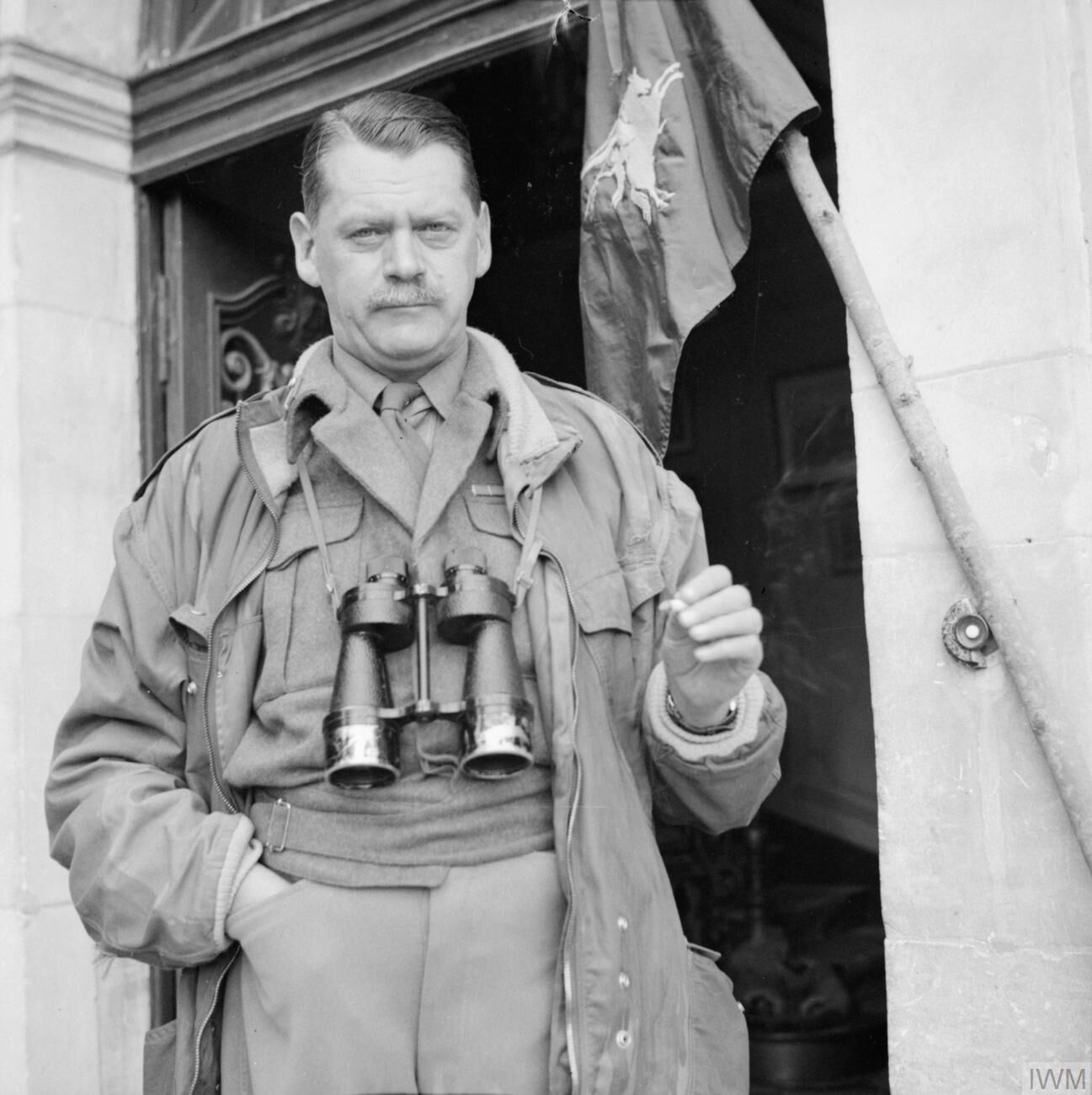
Richard Nelson Gale, 1944

Sir Richard Nelson Gale GCB, KBE, DSO, MC (* 25. Juli 1896 in London; † 29. Juli 1982 ebenda) war ein britischer General, der im Ersten und Zweiten Weltkrieg kämpfte. 

## Leben
Gale trat 1915 in die Armee ein und kämpfte im Ersten Weltkrieg unter anderem als Second Lieutenant beim Machine Gun Corps. Für seine Verdienste im Krieg wurde er mit dem Military Cross ausgezeichnet. Nach dem Krieg diente er von 1919 bis 1936 in Indien, wonach er als Captain in den Stab der The Duke of Cornwall's Light Infantry und später und als Major zu den Royal Inniskilling Fusiliers versetzt wurde.

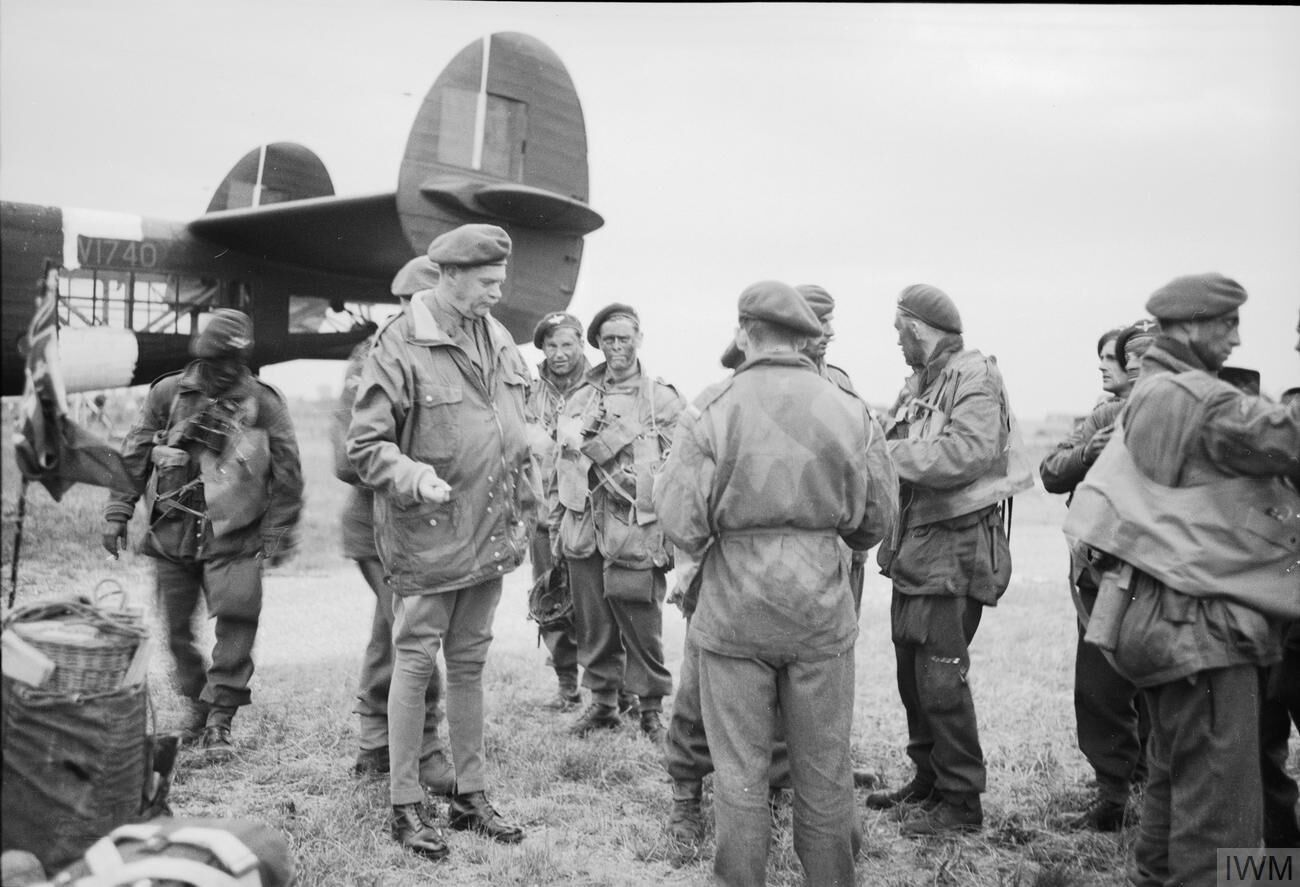
Major General Gale spricht mit Männern der 5. Fallschirmjägerbrigade einen Tag vor dem D-Day

Im Zweiten Weltkrieg war er dem Stab der 1. Fallschirmjägerbrigade zugeteilt. In den Jahren 1943 und 1944 war er Befehlshaber der britischen 6. Luftlandedivision, die bei der Operation Neptune (Operation Tonga) in der Normandie kämpfte.
1945 wurde er zum stellvertretenden Kommandeur der 1. Alliierte Luftlandearmee und im selben Jahr zum Befehlshaber des 1. Britisches Luftlandekorps ernannt. Nachdem er in der Nachkriegszeit von 1946 bis 1947 die 1. Britische Infanteriedivision kommandiert hatte, wurde er 1948 General Officer Commanding der britischen Truppen in Ägypten. 1949 bis 1952 war er für das militärische Training beim War Office verantwortlich. Nachdem er von 1952 bis 1957 die Britische Rheinarmee (BAOR) kommandiert hatte, ging er 1957 in den Ruhestand. Er kehrte jedoch ein Jahr später wieder in die Armee zurück, um Bernard Montgomery als stellvertretenden Oberbefehlshaber für Europa abzulösen. Er blieb bis 1960 in dieser Position.
Am 8. Juni 1950 war er als Knight Commander des Order of the British Empire geadelt worden und führte fortan den Namenszusatz „Sir“. Am 1. Januar 1953 wurde er zudem Knight Commander und am 1. Januar 1954 Knight Grand Cross des Bathordens.
Richard Nelson Gale starb am 29. Juli 1982 in Kingston upon Thames, London.

## Werke
- With the 6th Airborne Div in Normandy, Sampson Low, Marston & Co, London, 1948
- Call to arms. An autobiography, Hutchinson, London, 1968
- Great battles of biblical history, Hutchinson, London, 1968, ISBN 0-09-089620-3
- The Worcestershire Regiment, the 29th and 36th Regiments of foot, Leo Cooper, London, 1970, ISBN 0-85052-031-2
- Kings at arms: the use and abuse of power in the great kingdoms of the East, Hutchinson, London, 1971, ISBN 0-09-107950-0